# Lassie Come Home
Lassie Come Home é um filme de drama estadunidense de 1943. Foi protagonizado por Roddy McDowall, Donald Crisp e o cachorro Pal, no papel de Lassie, sob direção de Fred McLeod Wilcox e roteiro de Hugo Butler, baseado em Lassie Come-Home (1940), de Eric Knight.

## Elenco
- Pal - Lassie
- Roddy McDowall - Joe Carraclough
- Donald Crisp - Sam Carraclough
- Elsa Lanchester - Mrs. Carraclough
- Elizabeth Taylor - Priscilla
- Nigel Bruce - Duque de Rudling
- Dame May Whitty - Dally
- Ben Webster - Dan'l Fadden
- Edmund Gwenn - Rowlie
- J. Pat O'Malley - Hynes
- Alan Napier - Jock
- Arthur Shields - Andrew
- John Rogers - Snickers
- Alec Craig - Buckles
- George Broughton - Allen